# Kwattamarkt
De Kwattamarkt, formeel Stg. S. Kisoensingh Landbouwmarkt Kwatta, is een overdekte markt in Paramaribo, Suriname. De markt is geopend op woensdag, vrijdag en zondag.
De markt ligt aan de Kwattaweg, de verkeersader die aan het verlengde ligt van de Henck Arronstraat (voorheen Gravenstraat) en naar de westelijke districten van Suriname leidt. De markt wordt bezocht door de lokale bevolking en toeristen.
Op de markt worden vooral verse producten verkocht, maar ook andere zaken zoals kleding. Achterin zijn gerechten verkrijgbaar. Er is geen sprake van tussenhandel, waardoor de markt voordeliger zou zijn dan andere markten in Paramaribo. Er zijn rond de zevenhonderd standhouders die voor 80% uit de landbouwsector komen.
De markt werd in november 1977 opgericht onder de naam Landbouwmarkt Kwatta. In 2000 werd de organisatievorm een stichting en werd de naam veranderd in Ingenieur Shiwakoemar Kisoensingh Landbouwmarkt Kwatta, naar de voormalige voorzitter van de markt. In 2012 werd een nieuwe vleugel geopend.
In 2001 ontving de markt een donatie van 90.000 USD voor de renovatie en uitbreiding van de vis- en vleeshal van een goededoelenorganisatie die verbonden is aan de Japanse ambassade. In 2021 werd 110.000 USD geschonken voor een renovatie, waarmee het de eerste gekoelde hal voor vis en vlees in de Caricom is geworden.